# Liste der Bodendenkmäler in Waldsassen
Auf dieser Seite sind die Bodendenkmäler in der Oberpfälzer Stadt Waldsassen zusammengestellt. Diese Tabelle ist eine Teilliste der Liste der Bodendenkmäler in Bayern. Grundlage ist die Bayerische Denkmalliste, die auf Basis des Bayerischen Denkmalschutzgesetzes vom 1. Oktober 1973 erstmals erstellt wurde und seither durch das Bayerische Landesamt für Denkmalpflege geführt wird. Die folgenden Angaben ersetzen nicht die rechtsverbindliche Auskunft der Denkmalschutzbehörde.

## Bodendenkmäler in Waldsassen

### Bodendenkmäler in der Gemarkung Kondrau
| Lage               | Objekt                                                | Akten-Nr.     | Bild |
| ------------------ | ----------------------------------------------------- | ------------- | ---- |
| Kondrau (Standort) | Spätpaläolithische und mesolithische Freilandstation. | D-3-6039-0033 |      |

### Bodendenkmäler in der Gemarkung Münchenreuth
| Lage                    | Objekt | Akten-Nr.     | Bild |
| ----------------------- | --- | ------------- | ---- |
| Münchenreuth (Standort) | Mittelalterlicher Grenz-Wallgraben. | D-3-5939-0001 |      |
| Münchenreuth (Standort) | Mittelalterlicher Grenz-Wallgraben. | D-3-5939-0002 |      |
| Münchenreuth (Standort) | Spätpaläolithische und mesolithische Freilandstation. | D-3-5939-0003 |      |
| Münchenreuth (Standort) | Mittelalterliche Hofwüstung. | D-3-5939-0004 |      |
| Münchenreuth (Standort) | Mittelalterliche Wüstung Forchheim mit zwei Turmhügeln. Siehe auch: Forchheim (Feisnitz), Turmhügel Forchheim I, Turmhügel Forchheim II | D-3-5939-0005 |      |
| Münchenreuth (Standort) | Mittelalterlicher Grenz-Wallgraben. | D-3-5939-0008 |      |
| Münchenreuth (Standort) | Archäologische Befunde im Bereich der Grundmauern der abgegangenen frühneuzeitlichen Einsiedelkapelle St. Johannes, legendäre Gründungsstätte des Klosters Waldsassen.                                                                            | D-3-5939-0009 |      |
| Münchenreuth (Standort) | Archäologische Befunde des Mittelalters und der frühen Neuzeit im Bereich der Katholischen Pfarrkirche St. Emmeram in Münchenreuth, darunter die Spuren von Vorgängerbauten bzw. älterer Bauphasen. Siehe auch: St. Emmeram (Münchenreuth)        | D-3-5939-0018 |      |
| Münchenreuth (Standort) | Archäologische Befunde des Mittelalters und der frühen Neuzeit im Bereich der Katholischen Wallfahrtskirche Hl. Dreifaltigkeit in Kappel, darunter die Spuren von Vorgängerbauten bzw. älterer Bauphasen. Siehe auch: Dreifaltigkeitskirche Kappl | D-3-5939-0019 |      |
| Münchenreuth (Standort) | Abschnitt der Kurbayerischen Landesdefensionslinien (1702). | D-3-5939-0034 |      |
| Münchenreuth (Standort) | Frühneuzeitliche Schanze. | D-3-5940-0001 |      |

### Bodendenkmäler in der Gemarkung Querenbach
| Lage                  | Objekt                                                          | Akten-Nr.     | Bild |
| --------------------- | --------------------------------------------------------------- | ------------- | ---- |
| Querenbach (Standort) | Mittelalterlicher Grenz-Wallgraben.                             | D-3-5940-0002 |      |
| Querenbach (Standort) | Mittelalterlicher Grenz-Wallgraben, bezeichnet als Eselsgraben. | D-3-6040-0027 |      |

### Bodendenkmäler in der Gemarkung Waldsassen
| Lage                  | Objekt | Akten-Nr.     | Bild |
| --------------------- | --- | ------------- | ---- |
| Waldsassen (Standort) | Archäologische Befunde des Mittelalters und der frühen Neuzeit im historischen Stadtkern von Waldsassen. | D-3-5939-0010 |      |
| Waldsassen (Standort) | Archäologische Befunde im Bereich des ehemaligen Zisterzienserklosters Waldsassen, darunter die Spuren der mittelalterlichen Vorgängerbauten der ehemalige Abtei- und jetzigen Katholischen Pfarrkirche Mariä Himmelfahrt und St. Johannes Evangelista, des zugehörigen Kreuzganges und der Konventsgebäude, des aufgelassenen Klosterfriedhofs mit zugehöriger Kapelle St. Michael sowie der abgegangenen inneren Klosterbefestigung. Siehe auch: Kloster Waldsassen, Stiftsbasilika Waldsassen | D-3-5939-0011 |      |
| Waldsassen (Standort) | Archäologische Befunde des Mittelalters und der frühen Neuzeit im Bereich des ehemaligen Abteischlosses in Waldsassen, darunter die Spuren von Vorgängerbauten bzw. älterer Bauphasen sowie abgegangener Gebäude und Bauteile. Siehe auch: Abteischloss Waldsassen | D-3-5939-0012 |      |
| Waldsassen (Standort) | Archäologische Befunde der mittelalterlichen und frühneuzeitlichen Befestigung des Klosterorts Waldsassen, darunter die Spuren des abgegangenen Obertors mit der Torkapelle St. Walburgis. | D-3-5939-0013 |      |
| Waldsassen (Standort) | Spätpaläolithische und mesolithische Freilandstation. | D-3-6039-0034 |      |